# Accademia Romana
Accademia Romana (lateinisch Academia Romana) ist die übliche italienische Bezeichnung für die älteste und berühmteste römische Akademie der Renaissance, die von dem Humanisten Julius Pomponius Laetus um 1464 gegründet wurde und bis ins frühe 16. Jahrhundert tätig war.

## Bezeichnung
Es handelte sich – ebenso wie bei den anderen damaligen Akademien – ursprünglich um einen lockeren Kreis von humanistischen Freunden und Schülern des Gründers, nicht um eine Institution mit eigenen Räumen und Einrichtungen. Zur Zeit des Pomponius war es noch nicht üblich, die Gruppe als „Akademie“ zu bezeichnen; damals verstand man unter diesem Begriff gewöhnlich die Universität, das Studium Urbis. Der Gelehrtenkreis betrachtete sich als Gemeinschaft von Gebildeten und benannte sich auch so (sodalitas litteratorum). Erst später bürgerte sich die Bezeichnung „Römische Akademie“ ein. Zur Unterscheidung von anderen römischen Akademien wird die von Pomponius gegründete Gelehrtengemeinschaft auch Accademia Pomponiana genannt.

## Geschichte

### Anfangszeit
Die Akademie sah ihre Aufgabe in der Erforschung der antiken Vergangenheit Roms und in der Erneuerung und Pflege altrömischer Traditionen. Ihre Arbeit war geprägt von Pomponius’ Konzept einer umfassenden historisch-philologischen Altertumswissenschaft, die das textkritische Studium der antiken Quellen mit der Erkundung der archäologischen Stätten und Funde verband. Die Mitglieder der Akademie verwendeten griechische oder lateinische Pseudonyme. Man traf sich im Haus des Pomponius auf dem Quirinal zu Diskussionen über philologische und historische Themen und zum Vortragen eigener lateinischer Gedichte und Reden. Die Altertumsfreunde führten Komödien von Plautus und Terenz sowie humanistische Stücke auf. Prominente Akademieangehörige waren in der Anfangszeit Bartolomeo Platina und Filippo Buonaccorsi (Pseudonym: Callimachus Experiens).

### Krise
1468 brach eine schwere Krise der Akademie aus. Das Akademiemitglied Platina war 1464 von Papst Paul II. im Rahmen einer Verwaltungsreform aus einem Amt in der päpstlichen Kanzlei entlassen worden, zusammen mit zahlreichen anderen Humanisten. Da es sich um eine Lebensstellung handelte, die Platina von Pauls Vorgänger Pius II. gegen Bezahlung erhalten hatte, nahm der tief gekränkte Humanist dies nicht hin, sondern drohte dem Papst als Wortführer der Entlassenen mit Berufung an ein allgemeines Konzil. Das war aus der Sicht des Papstes eine unerhörte Provokation. Hinzu kam, dass Kardinäle dem Papst berichteten, in der Akademie sei eine Verschwörung gegen ihn im Gange. Es wurden Gerüchte verbreitet, wonach die Verschwörer den Papst ermorden und in Rom eine republikanische Verfassung einführen wollten.
Aufrührerische und verschwörerische Bestrebungen, die sich unter Berufung auf die antike römische Republik gegen die weltliche Macht der Päpste richteten, hatten in Rom seit dem 12. Jahrhundert (Arnold von Brescia) eine lange Tradition. Eine solche republikanische Verschwörung hatte der Humanist Stefano Porcari 1452–1453 gegen Papst Nikolaus V. unternommen. Daher griff Paul energisch durch. Er ließ im Februar 1468 die Akademie auflösen und die führenden Akademiker verhaften und in der Engelsburg einkerkern. Pomponius, der sich seit 1467 in Venedig aufhielt, wurde im März 1468 nach Rom ausgeliefert. Die Hauptverdächtigen wurden gefoltert.
Die verhafteten Humanisten erklärten, der einzige von ihnen, der aufrührerische Pläne verfolgt habe, sei Callimachus (Filippo Buonaccorsi). Callimachus hatte sich der Verhaftung durch rechtzeitige Flucht nach Neapel und dann nach Griechenland entzogen. Es stellte sich bald heraus, dass die festgenommenen Gelehrten harmlose Literaten und Altertumsforscher waren. Humanistenfreundliche Kardinäle, besonders Bessarion, setzten sich für sie ein. Daher wurden sie 1469 einer nach dem anderen aus der Haft entlassen. Die Akademie blieb aber verboten, denn man warf ihren Mitgliedern auch vor, unsittliche und unchristliche Ansichten zu vertreten und antikes „Heidentum“ zu praktizieren. Platina rächte sich später an Paul II., indem er ihn in seinen Lebensbeschreibungen der Päpste als Feind der Bildung schilderte, womit er dem Ansehen des Papstes bei der Nachwelt nachhaltig schadete.
Die Beschuldigungen gegen die Akademiker umfassten neben Häresie und Hochverrat auch „Sodomie“, worunter man Homosexualität verstand. Die Verbindung dieser drei Punkte entsprach einem gängigen mittelalterlichen Schema; auch bei anderen Anklagen wurde damals ein enger Zusammenhang zwischen Sodomie, sozialem Umsturz und Ketzerei hergestellt. Einer verbreiteten Sichtweise zufolge bestand zwischen diesen drei Handlungen ein innerer Zusammenhang; sie galten als widernatürlich und als charakteristisch für Personen, denen ihre moralischen Maßstäbe gänzlich abhandengekommen waren. Im Fall der Akademie waren die Verdächtigungen aber nicht frei erfunden: Die Quellen – insbesondere Gedichttexte – lassen erkennen, dass homoerotische Beziehungen unter den Akademikern tatsächlich verbreitet waren und in diesem Umfeld gebilligt wurden. So scheint der Gründer Pomponius zur Zeit seiner Verhaftung eine Beziehung dieser Art mit dem knapp zwanzigjährigen Dichter und Akademieangehörigen Antonius Septimuleius Campanus (Antonio Settimuleio Campano) unterhalten zu haben. Septimuleius, der sich mit homoerotischen Epigrammen profiliert hatte, war unter den in der Engelsburg Eingekerkerten und starb bald nach seiner Freilassung an den Folgen der Strapazen von Haft und Folter. Literarische Verherrlichung von Freundschaft und körperlicher Schönheit war im Kreis der Akademiker geläufig, auf junge Männer bezogene Liebesdichtung wurde gepflegt, und manche Humanisten scheuten auch vor eindeutigen sexuellen Äußerungen nicht zurück. Wenn es zu Anschuldigungen kam, wurde nur die sexuelle Praxis bestritten und die körperliche Attraktion mit Berufung auf die antike Knabenliebe gerechtfertigt. Als Vorbild galt dabei neben Sokrates insbesondere Vergil, auf dessen Homoerotik Pomponius in seiner Lebensbeschreibung des berühmten Dichters ausführlich einging.

### Die „zweite Akademie“
Nach dem Tod Pauls II. konnte Pomponius unter dem humanistenfreundlichen Papst Sixtus IV. (1471–1484) die Erlaubnis zu einem Neubeginn der Akademie erlangen. Diese „zweite Akademie“ nahm vorsichtshalber die Gestalt einer religiösen Gemeinschaft (sodalitas) an und wurde 1478 mit päpstlicher Genehmigung formell institutionalisiert. Der Kardinal Domenico della Rovere, ein Neffe des Papstes, übernahm die Schirmherrschaft. Kaiser Friedrich III. gewährte der Gemeinschaft das Recht, Dichterkrönungen vorzunehmen. Im April feierte die Akademie die Parilia (Palilia), ein antikes Fest zur Erinnerung an die Gründung Roms. Diese Feier wurde oberflächlich mit dem Kult von drei Heiligen, deren Festtag auf den Parilientag fiel, verbunden. Gemeinsam erkundeten die Akademieangehörigen die Katakomben, wo sie ihre Namen verewigten. Pomponius wurde im Freundeskreis (wohl scherzhaft) Pontifex maximus genannt.
Pomponius leitete die Akademie bis zu seinem Tod (1498). Im frühen 16. Jahrhundert war die Gelehrtengemeinschaft weiterhin im bisherigen Sinne tätig, doch die Katastrophe des Sacco di Roma (1527) setzte ihrer Aktivität ein Ende.

### Nachfolger
Als Nachfolger, die sich auch mit Altertumswissenschaft und Archäologie beschäftigten, gelten die um 1530 gegründete Accademia de lo Studio de l’Architettura, die 1740 gegründete Accademia delle Romane Antichità und die 1810 gegründete Pontificia Accademia Romana di Archeologia.